# Campeonato Sudamericano de Voleibol Femenino Sub-20 de 2010
La XX edición del Campeonato Sudamericano de Voleibol Femenino Sub-20 se llevó a cabo del 11 al 15 de octubre en los municipios de Envigado e Itagüí, departamento de Antioquia, Colombia. Los equipos nacionales compitieron por un cupo para el Campeonato Mundial de Voleibol Femenino Sub-20 de 2011 a realizarse en Perú. La selección peruana se clasificó directamente al mundial en calidad de país organizador, otorgándose solo un cupo para el equipo campeón.

## Equipos participantes
- Argentina
- Brasil
- Chile
- Colombia
- Ecuador¹
- Perú
- Uruguay
- Venezuela

## Grupos
| Grupo A   | Grupo B   |
| --------- | --------- |
| Colombia  | Brasil    |
| Venezuela | Perú      |
| Chile     | Argentina |
| Uruguay   | Ecuador¹  |

- (¹) - Se retiró de la competencia.

## Primera fase

### Grupo A

#### Resultados
| Fecha    | Encuentro            | Resultado | Set   | Set   | Set   | Set   | Set | Puntuación total |
| Fecha    | Encuentro            | Resultado | 1     | 2     | 3     | 4     | 5   | Puntuación total |
| -------- | -------------------- | --------- | ----- | ----- | ----- | ----- | --- | ---------------- |
| 11-10-10 | Venezuela - Chile    | 3-0       | 25-15 | 25-21 | 25-18 |       |     | 75-54            |
| 11-10-10 | Colombia - Uruguay   | 3-0       | 25-18 | 25-13 | 25-22 |       |     | 75-53            |
| 12-10-10 | Venezuela - Uruguay  | 3-0       | 25-19 | 25-18 | 25-20 |       |     | 75-57            |
| 12-10-10 | Colombia - Chile     | 3-0       | 25-22 | 25-17 | 25-18 |       |     | 75-57            |
| 13-10-10 | Chile - Uruguay      | 3-0       | 25-22 | 25-22 | 25-20 |       |     | 75-64            |
| 13-10-10 | Colombia - Venezuela | 3-1       | 16-25 | 25-19 | 25-18 | 25-15 |     | 91-77            |

#### Clasificación
| Pos | Equipo    | PJ | PG | PP | SF | SC | PTS |
| --- | --------- | -- | -- | -- | -- | -- | --- |
| 1   | Colombia  | 3  | 3  | 0  | 9  | 1  | 6   |
| 2   | Venezuela | 3  | 2  | 1  | 7  | 3  | 5   |
| 3   | Chile     | 3  | 1  | 2  | 3  | 6  | 4   |
| 4   | Uruguay   | 3  | 0  | 3  | 0  | 9  | 3   |

### Grupo B

#### Resultados
| Fecha    | Encuentro          | Resultado | Set   | Set   | Set   | Set | Set | Puntuación total |
| Fecha    | Encuentro          | Resultado | 1     | 2     | 3     | 4   | 5   | Puntuación total |
| -------- | ------------------ | --------- | ----- | ----- | ----- | --- | --- | ---------------- |
| 11-10-10 | Perú - Argentina   | 3-0       | 25-21 | 25-22 | 25-20 |     |     | 75-63            |
| 12-10-10 | Brasil - Argentina | 3-0       | 25-22 | 25-17 | 25-18 |     |     | 75-57            |
| 13-10-10 | Brasil - Perú      | 3-0       | 25-21 | 25-19 | 25-23 |     |     | 75-63            |

#### Clasificación
| Pos | Equipo    | PJ | PG | PP | SF | SC | PTS |
| --- | --------- | -- | -- | -- | -- | -- | --- |
| 1   | Brasil    | 2  | 2  | 0  | 6  | 0  | 6   |
| 2   | Perú      | 2  | 1  | 1  | 3  | 3  | 3   |
| 3   | Argentina | 2  | 0  | 2  | 0  | 6  | 0   |

## Fase final

### Final 5.º y 7.º puesto
|  | Semifinales | Semifinales |   |         | 5.º puesto | 5.º puesto |  |
|  |             |             |   |         |            |            |  |
|  |             |             |   |         |            |            |  |
|  |             |             |   |         |            |            |  |
|  | Uruguay     | 0           |   |         |            |            |  |
|  | Argentina   | 3           |   |         |            |            |  |
|  |             |             |   |         |            |            |  |
|  |             |             |   |         |            |            |  |
|  |             |             |   |         | Argentina  | 3          |  |
|  |             | Chile       | 0 |         |            |            |  |
|  |             |             |   |         |            |            |  |
|  |             |             |   |         |            |            |  |
|  |             |             |   |         | 7.º puesto |            |  |
|  |             |             |   |         |            |            |  |
|  | Chile       |             |   | Uruguay |            |            |  |
|  |             |             |   |         |            |            |  |

#### Resultados
| Fecha    | Encuentro           | Resultado | Set   | Set   | Set   | Set | Set | Puntuación total |
| Fecha    | Encuentro           | Resultado | 1     | 2     | 3     | 4   | 5   | Puntuación total |
| -------- | ------------------- | --------- | ----- | ----- | ----- | --- | --- | ---------------- |
| 14-10-10 | Uruguay - Argentina | 0-3       | 18-25 | 9-25  | 13-25 |     |     | 40-75            |
| 15-10-10 | Argentina - Chile   | 3-0       | 25-18 | 25-20 | 25-11 |     |     | 75-49            |

### Final 1.º y3.erpuesto
|  | Semifinales | Semifinales |   |           | Final       | Final |  |
|  |             |             |   |           |             |       |  |
|  |             |             |   |           |             |       |  |
|  |             |             |   |           |             |       |  |
|  | Brasil      | 3           |   |           |             |       |  |
|  | Venezuela   | 0           |   |           |             |       |  |
|  |             |             |   |           |             |       |  |
|  |             |             |   |           |             |       |  |
|  |             |             |   |           | Brasil      | 3     |  |
|  |             | Perú        | 0 |           |             |       |  |
|  |             |             |   |           |             |       |  |
|  |             |             |   |           |             |       |  |
|  |             |             |   |           | 3.er puesto |       |  |
|  |             |             |   |           |             |       |  |
|  | Colombia    | 0           |   | Venezuela | 3           |       |  |
|  | Perú        | 3           |   |           | Colombia    | 2     |  |

#### Resultados
| Fecha    | Encuentro            | Resultado | Set   | Set   | Set   | Set   | Set   | Puntuación total |
| Fecha    | Encuentro            | Resultado | 1     | 2     | 3     | 4     | 5     | Puntuación total |
| -------- | -------------------- | --------- | ----- | ----- | ----- | ----- | ----- | ---------------- |
| 14-10-10 | Brasil - Venezuela   | 3-0       | 25-13 | 25-16 | 25-20 |       |       | 75-49            |
| 14-10-10 | Colombia - Perú      | 0-3       | 17-25 | 11-25 | 15-25 |       |       | 43-75            |
| 15-10-10 | Venezuela - Colombia | 3-2       | 25-17 | 25-18 | 22-25 | 21-25 | 16-14 | 109-99           |
| 15-10-10 | Brasil - Perú        | 3-0       | 25-15 | 25-13 | 25-14 |       |       | 75-42            |

## Campeón
| Brasil            |
| Campeón           |
| BRASIL 16º título |

## Clasificación general
| Pos | Equipo    |
| --- | --------- |
| 1   | Brasil    |
| 2   | Perú      |
| 3   | Venezuela |
| 4   | Colombia  |
| 5   | Argentina |
| 6   | Chile     |
| 7   | Uruguay   |

## Distinciones individuales
| Distinción      | Nombre                       | Equipo    |
| --------------- | ---------------------------- | --------- |
| MVP             | Gabriella Guimarães de Souza | Brasil    |
| Mejor Ataque    | Daniela Uribe                | Perú      |
| Mejor Bloqueo   | Francynne Aparecida Jacintho | Brasil    |
| Mejor Servicio  | Raquel Aguilar               | Venezuela |
| Mejor Armadora  | Priscila Oliveira Heldes     | Brasil    |
| Mejor Recepción | Samara Rodrigues de Almeida  | Brasil    |
| Mejor Defensa   | Génesis Duran                | Venezuela |
| Mejor Líbero    | Camila Gómez                 | Colombia  |